# Slåttjärnen (Lockne socken, Jämtland)
Slåttjärnen är en sjö i Östersunds kommun i Jämtland och ingår i Ljungans huvudavrinningsområde.